# Carlo Romanatti
Carlo Romanatti (Bulgarograsso, Llombardia, 27 d'octubre de 1910 - 12 de febrer de 1975) va ser un ciclista italià, que fou professional entre 1930 i 1946. Durant la seva carrera esportiva va disputar nou edicions del Giro d'Itàlia, amb una dotzena posició final el 1933 com a millor resultat. A la Volta a Catalunya fou setè el 1934. També destaca la segona posició a la Milà-Sanremo de 1936.

## Palmarès
- 1931
  - 3r a la Coppa San Geo
- 1933
  - 7è a la Volta a Suïssa
- 1934
  - 7è a la Volta a Catalunya
  - 9è a la Milà-Sanremo
- 1935
  - 2n al Tour del Nord-Ouest de Suïssa
  - 4t a la Volta a Suïssa
- 1936
  - 2n a la Milà-Sanremo
  - 3r a la Coppa Bernocchi
  - 10è a la Volta a Llombardia
- 1937
  - 6è a la Volta a Llombardia

### Resultats al Giro d'Itàlia
- 1930. 24è de la classificació general
- 1933. 12è de la classificació general
- 1934. Abandona (5a etapa)
- 1935. 28è de la classificació general
- 1936. 33è de la classificació general
- 1937. Abandona (3a etapa)
- 1938. 30è de la classificació general
- 1939. 38è de la classificació general
- 1940. No surt (12a etapa)

### Resultats al Tour de França
- 1936. 36è de la classificació general